# Ichneumon glaucopygos
Ichneumon glaucopygos là một loài tò vò trong họ Ichneumonidae.